# مدرسه سنت ترینیان

جلد مجموعه بازسازی‌شده کمیک سنت ترینیان

مدرسه سنت ترینیان (انگلیسی: St Trinian's School) مجموعه داستان مصور خلق شده توسط رونالد سرل در ۱۹۴۱ است که از سال ۱۹۴۶ تا ۱۹۵۲ منتشر می‌شد. داستان این کامیکس در مدرسه شبانه روزی دخترانه می‌گذرد که معلمان آن، دچار دیگرآزاری هستند. مجموعه فیلم‌های سنت ترینیان از جمله ناقوس‌های سنت ترینیان (۱۹۵۴) اثر فرانک لاوندر از این مجموعه الهام گرفته‌اند.